# Сайенкерата
Сайенкерата (англ. Sayenqueraghta; 1707—1786) — военный вождь восточных сенека в середине XVIII века. Родился в семье вождя сенека из клана Черепахи и большую часть жизни прожил в Канадасеаге, одном из наиболее больших и важных селений племени, расположенного между северными оконечностями озёр Сенека и Канандейгуа на территории современного американского города Сенека.
В юности Сайенкерата прославился как отважный воин в рейдах против чероки и к 1751 году стал военным вождём своего племени. Через три года он присутствовал как представитель восточных сенека на переговорах с англичанами в Филадельфии. Во время Семилетней войны, как и большинство его соплеменников, он поддержал британцев и участвовал в сражении при форте Ниагара.
Когда началась Американская революция, Сайенкерата, как и большинство других вождей ирокезов, пытался сохранить нейтралитет. Когда боевые действия между колонистами и британцами разгорелись, обе стороны попытались завербовать ирокезов в качестве союзников. Британцы предлагали большое количество товаров и опирались на свои давние торговые отношения. Кроме того, власти метрополии запрещали колонистам, во избежание конфликтов с индейскими племенами, селиться к западу от Аппалачей. В июле 1777 года сенека решили вступить в войну на стороне британцев, и Сайенкерата, вместе с Сажателем Кукурузы, возглавил воинов сенека.
Он участвовал в сражении при Орискани, в котором сенека и кайюга приняли на себя основной удар и понесли большие потери. После неудачной для британцев Саратогской кампании Сайенкерата и вождь мохоков Джозеф Брант разработали планы нападения на приграничные поселения в Нью-Йорке и Пенсильвании. Сайенкерата напал со своими воинами на поселения в долине Вайоминг, а Брант отправился к ирокезским деревням, расположенным на севере Нью-Йорка.
Во время Экспедиции Салливана американцы разрушили 40 селений ирокезов, в том числе Канадасеагу, и Сайенкерата был вынужден бежать в форт Ниагара, который находился под контролем британцев. Летом и осенью 1780 года он снова отправлялся в рейды против американцев, а позднее поселился около реки Баффало.
После заключения Парижского мира большинство ирокезов переселилось в юго-западный Британский Квебек в созданную для них британцами резервацию Сикс-Нейшенс. Сенека разделились и многие остались на территории современного штата Нью-Йорк, чтобы заключить мир с американцами. Группа, возглавляемая Сайенкератой, не стала переезжать в Канаду и осталась в районе реки Баффало. Сайенкерата умер в 1786 году.